# Orchestra Filarmonica di Osaka
La Osaka Philharmonic Orchestra (大阪フィルハーモニー交響楽団?, Ōsaka Firuhāmonī Kōkyō Gakudan) è un'orchestra sinfonica giapponese con sede a Osaka, in Giappone. Fondata nel 1947 come la Kansai Symphony Orchestra, l'orchestra ha preso il nome di Osaka Philharmonic Orchestra nel 1960, e nel 2014, ha formalmente assunto il nome ufficiale di Osaka Philharmonic Association. La sua sala concerti principale è la Osaka Festival Hall.
Takashi Asahina fu il fondatore dell'orchestra e prestò servizio come il suo direttore musicale e direttore principale fino al 2001. Eiji Oue è diventato secondo direttore principale dell'orchestra ed ha prestato servizio dal 2003 al 2014. Ora ha il titolo di direttore laureato dell'orchestra. Dal mese di aprile 2014, Michiyoshi Inoue è direttore principale dell'orchestra.

## Principali direttori
- Takashi Asahina (1947—2001)
- Eiji Oue (2003—2014)
- Michiyoshi Inoue (2014-presente)